# Frontera entre Burundi y Tanzania
La frontera entre Burundi y Tanzania es la frontera que separa los países de la República de Burundi y la República Unida de Tanzania. Tiene 451 km de longitud.

## Características
La frontera empieza en el lago Tanganica en el punto donde se juntan las fronteras de los dos países con la República Democrática del Congo. Luego va hacia el este hasta el borde del lago. A continuación va hacia el norte hasta el punto donde se junta con la frontera con Ruanda.
Provincias y regiones fronterizas:
- Burundi (provincias):
  - Muyinga
  - Cankuzo
  - Ruyigi
  - Rutana
  - Makamba
- Tanzania (región):
  - Kigoma